# Bahnstrecke Augsburg–Nördlingen
| Streckennummer (DB): | 5300 |                                                      |                                                      |
| Kursbuchstrecke (DB): | 910, 989 |                                                      |                                                      |
| Kursbuchstrecke: | 411 (Augsburg Hbf – Donauwörth 1946) 410, 411a (Augsburg Hbf – Augsburg-Oberhausen 1946) 411e (Donauwörth – Nördlingen 1946) |                                                      |                                                      |
| Streckenlänge: | 70,137 km |                                                      |                                                      |
| Spurweite: | 1435 mm (Normalspur) |                                                      |                                                      |
| Streckenklasse: | D4 |                                                      |                                                      |
| Stromsystem: | 15 kV 16,7 Hz ~ |                                                      |                                                      |
| Streckengeschwindigkeit: | 200 km/h |                                                      |                                                      |
| Zugbeeinflussung: | PZB, LZB (km 2,7 – 39,8) |                                                      |                                                      |
| Zweigleisigkeit: | Augsburg Hbf–Donauwörth |                                                      |                                                      |
| | |                                                      |                                                      |
| \| \| \| von München Hbf \| \| \| \| \| von Buchloe \| \| \| \| 0,000 \| Augsburg Hbf \| 490 m \| \| \| \| Straßenbahn Augsburg (Pferseer Straße) \| \| \| \| \| Augsburger Localbahn (70 m) \| \| \| \| \| Wertach \| \| \| \| \| Straßenbahn Augsburg (Ulmer Straße) \| \| \| \| 1,979 \| Augsburg-Oberhausen (Bft) \| Augsburg-Oberhausen (Bft) \| \| \| \| Straßenbahn Augsburg (Ulmer Straße) \| \| \| \| \| zum Gleisbauhof; bis 1933 nach Ulm \| \| \| \| \| \| \| \| \| \| nach Augsburg Hirblinger Straße \| \| \| \| \| nach Ulm \| \| \| \| \| \| \| \| \| \| Bundesstraße 17 \| \| \| \| \| Güterverkehrszentrum Augsburg \| \| \| \| \| Bundesautobahn 8 \| \| \| \| 6,751 \| Gersthofen \| 473 m \| \| \| \| Lechkanal-Kraftwerk Gersthofen \| \| \| \| 11,309 \| Gablingen \| 460 m \| \| \| \| Gablingen-Foret (Abzw) \| \| \| \| 14,331 \| Langweid (Lech) (ehem. Bf) \| Langweid (Lech) (ehem. Bf) \| \| \| 16,439 \| Meitingen Stahlwerk Bft \| Meitingen Stahlwerk Bft \| \| \| \| nach Herbertshofen Süd \| \| \| \| 18,682 \| Herbertshofen \| Herbertshofen \| \| \| 20,500 \| Meitingen \| 432 m \| \| \| \| Anschluss SGL Carbon / Lechkanal-Kraftwerk Meitingen \| \| \| \| 23,411 \| Westendorf \| Westendorf \| \| \| 25,862 \| Nordendorf (ehem. Bf) \| 423 m \| \| \| \| Egelseebach \| \| \| \| 33,440 \| Mertingen Bahnhof \| 409 m \| \| \| \| nach Wertingen \| \| \| \| \| Awanst Fendt \| \| \| \| 35,848 \| Bäumenheim (ehem. Bf) \| Bäumenheim (ehem. Bf) \| \| \| 35,90 \| Hauptstraße \| Hauptstraße \| \| \| \| Steglesgraben \| \| \| \| \| Schmutter \| \| \| \| \| von Ingolstadt \| \| \| \| \| (Neutrassierung 1877) \| \| \| \| \| Nordheim \| \| \| \| \| Zusam \| \| \| \| \| Donau (125 m) \| \| \| \| \| Donauwörth (bis 1877) \| \| \| \| \| Donauwörther Tunnel (161 m) \| \| \| \| 40,798 \| Donauwörth (seit 1877) \| Donauwörth (seit 1877) \| \| \| \| nach Neuoffingen \| \| \| \| \| nach Treuchtlingen \| \| \| \| \| Wörnitz \| \| \| \| \| \| \| \| \| 46,235 \| Wörnitzstein \| 412 m \| \| \| 49,073 \| Ebermergen \| Ebermergen \| \| \| 51,734 \| Harburg (Schwab) \| 412 m \| \| \| \| Bundesstraße 25 \| \| \| \| \| Wörnitz (104 m) \| \| \| \| 52,675 \| Harburg (Schwab) Hp \| 417 m \| \| \| \| Wörnitz (98 m) \| \| \| \| \| Wörnitz (105 m) \| \| \| \| \| Wörnitz (104 m) \| \| \| \| 56,932 \| Hoppingen \| 412 m \| \| \| 61,199 \| Möttingen \| 414 m \| \| \| 65,040 \| Großelfingen \| Großelfingen \| \| \| 70,137 \| Nördlingen \| 430 m \| \| \| \| nach Wemding \| \| \| \| \| nach Pleinfeld \| \| \| \| \| nach Dombühl \| \| \| \| \| nach Stuttgart-Bad Cannstatt \| \| \| \| \| \| \| \| Quellen: [1][2][3] \| \| \| \| | |                                                      |                                                      |
| Verschwenkung nach links · Verschwenkung nach rechts | | von München Hbf                                      | von München Hbf                                      |
| Abzweig geradeaus und von links | | von Buchloe                                          | von Buchloe                                          |
| Bahnhof | 0,000 | Augsburg Hbf                                         | 490 m                                                |
| Kreuzung mit U-Bahn geradeaus oben | | Straßenbahn Augsburg (Pferseer Straße)               | Straßenbahn Augsburg (Pferseer Straße)               |
| Kreuzung geradeaus oben | | Augsburger Localbahn (70 m)                          | Augsburger Localbahn (70 m)                          |
| Brücke über Wasserlauf | | Wertach                                              | Wertach                                              |
| Strecke | | Straßenbahn Augsburg (Ulmer Straße)                  | Straßenbahn Augsburg (Ulmer Straße)                  |
| Bahnhof | 1,979 | Augsburg-Oberhausen (Bft)                            | Augsburg-Oberhausen (Bft)                            |
| Kreuzung mit U-Bahn geradeaus oben | | Straßenbahn Augsburg (Ulmer Straße)                  | Straßenbahn Augsburg (Ulmer Straße)                  |
| Abzweig geradeaus und nach links | | zum Gleisbauhof; bis 1933 nach Ulm                   | zum Gleisbauhof; bis 1933 nach Ulm                   |
| Verschwenkung von links · Verschwenkung von rechts | |                                                      |                                                      |
| Strecke · Abzweig geradeaus und nach links | | nach Augsburg Hirblinger Straße                      | nach Augsburg Hirblinger Straße                      |
| Strecke nach links · Kreuzung geradeaus unten | | nach Ulm                                             | nach Ulm                                             |
| Verschwenkung nach rechts | |                                                      |                                                      |
| | | Bundesstraße 17                                      |                                                      |
| Dienststation / Betriebs- oder Güterbahnhof | | Güterverkehrszentrum Augsburg                        | Güterverkehrszentrum Augsburg                        |
| | | Bundesautobahn 8                                     |                                                      |
| Bahnhof | 6,751 | Gersthofen                                           | 473 m                                                |
| Abzweig geradeaus und von rechts | | Lechkanal-Kraftwerk Gersthofen                       | Lechkanal-Kraftwerk Gersthofen                       |
| Bahnhof | 11,309 | Gablingen                                            | 460 m                                                |
| Abzweig geradeaus und nach rechts | | Gablingen-Foret (Abzw)                               | Gablingen-Foret (Abzw)                               |
| Haltepunkt / Haltestelle | 14,331 | Langweid (Lech) (ehem. Bf)                           | Langweid (Lech) (ehem. Bf)                           |
| Dienststation / Betriebs- oder Güterbahnhof | 16,439 | Meitingen Stahlwerk Bft                              | Meitingen Stahlwerk Bft                              |
| Abzweig geradeaus und nach rechts | | nach Herbertshofen Süd                               | nach Herbertshofen Süd                               |
| Haltepunkt / Haltestelle | 18,682 | Herbertshofen                                        | Herbertshofen                                        |
| Bahnhof | 20,500 | Meitingen                                            | 432 m                                                |
| Abzweig geradeaus und nach rechts | | Anschluss SGL Carbon / Lechkanal-Kraftwerk Meitingen | Anschluss SGL Carbon / Lechkanal-Kraftwerk Meitingen |
| Haltepunkt / Haltestelle | 23,411 | Westendorf                                           | Westendorf                                           |
| Haltepunkt / Haltestelle | 25,862 | Nordendorf (ehem. Bf)                                | 423 m                                                |
| Brücke über Wasserlauf | | Egelseebach                                          | Egelseebach                                          |
| Bahnhof | 33,440 | Mertingen Bahnhof                                    | 409 m                                                |
| Abzweig geradeaus und ehemals nach links | | nach Wertingen                                       | nach Wertingen                                       |
| Abzweig geradeaus und ehemals von rechts | | Awanst Fendt                                         | Awanst Fendt                                         |
| Haltepunkt / Haltestelle | 35,848 | Bäumenheim (ehem. Bf)                                | Bäumenheim (ehem. Bf)                                |
| | 35,90 | Hauptstraße                                          | Hauptstraße                                          |
| Brücke über Wasserlauf | | Steglesgraben                                        | Steglesgraben                                        |
| Brücke über Wasserlauf | | Schmutter                                            | Schmutter                                            |
| Abzweig geradeaus und von rechts | | von Ingolstadt                                       | von Ingolstadt                                       |
| Verschwenkung von links (Strecke außer Betrieb) · Verschwenkung von rechts | | (Neutrassierung 1877)                                | (Neutrassierung 1877)                                |
| Haltepunkt / Haltestelle (Strecke außer Betrieb) · Strecke | | Nordheim                                             | Nordheim                                             |
| Brücke über Wasserlauf (Strecke außer Betrieb) · Brücke über Wasserlauf | | Zusam                                                | Zusam                                                |
| Brücke über Wasserlauf (Strecke außer Betrieb) · Brücke über Wasserlauf | | Donau (125 m)                                        | Donau (125 m)                                        |
| Bahnhof (Strecke außer Betrieb) · Strecke | | Donauwörth (bis 1877)                                | Donauwörth (bis 1877)                                |
| Tunnel (Strecke außer Betrieb) · Strecke | | Donauwörther Tunnel (161 m)                          | Donauwörther Tunnel (161 m)                          |
| Strecke (außer Betrieb) · Bahnhof | 40,798 | Donauwörth (seit 1877)                               | Donauwörth (seit 1877)                               |
| Strecke (außer Betrieb) · Abzweig geradeaus und nach links | | nach Neuoffingen                                     | nach Neuoffingen                                     |
| Kreuzung geradeaus unten (Strecke geradeaus außer Betrieb) · Abzweig geradeaus und nach rechts | | nach Treuchtlingen                                   | nach Treuchtlingen                                   |
| Brücke über Wasserlauf (Strecke außer Betrieb) · Strecke | | Wörnitz                                              | Wörnitz                                              |
| Verschwenkung nach links (Strecke außer Betrieb) · Verschwenkung nach rechts | |                                                      |                                                      |
| Bahnhof | 46,235 | Wörnitzstein                                         | 412 m                                                |
| Haltepunkt / Haltestelle | 49,073 | Ebermergen                                           | Ebermergen                                           |
| Dienststation / Betriebs- oder Güterbahnhof | 51,734 | Harburg (Schwab)                                     | 412 m                                                |
| | | Bundesstraße 25                                      |                                                      |
| Brücke über Wasserlauf | | Wörnitz (104 m)                                      | Wörnitz (104 m)                                      |
| Haltepunkt / Haltestelle | 52,675 | Harburg (Schwab) Hp                                  | 417 m                                                |
| Brücke über Wasserlauf | | Wörnitz (98 m)                                       | Wörnitz (98 m)                                       |
| Brücke über Wasserlauf | | Wörnitz (105 m)                                      | Wörnitz (105 m)                                      |
| Brücke über Wasserlauf | | Wörnitz (104 m)                                      | Wörnitz (104 m)                                      |
| Haltepunkt / Haltestelle | 56,932 | Hoppingen                                            | 412 m                                                |
| Bahnhof | 61,199 | Möttingen                                            | 414 m                                                |
| ehemaliger Haltepunkt / Haltestelle | 65,040 | Großelfingen                                         | Großelfingen                                         |
| Bahnhof | 70,137 | Nördlingen                                           | 430 m                                                |
| Abzweig geradeaus und ehemals nach rechts | | nach Wemding                                         | nach Wemding                                         |
| Abzweig geradeaus und nach rechts | | nach Pleinfeld                                       | nach Pleinfeld                                       |
| Abzweig geradeaus und nach rechts | | nach Dombühl                                         | nach Dombühl                                         |
| Strecke | | nach Stuttgart-Bad Cannstatt                         | nach Stuttgart-Bad Cannstatt                         |
| | |                                                      |                                                      |
| Quellen: | |                                                      |                                                      |

Die Bahnstrecke Augsburg–Nördlingen ist eine elektrifizierte Hauptbahn in Bayern, die ursprünglich als Teil der Ludwig-Süd-Nord-Bahn von Lindau nach Hof erbaut und betrieben wurde. Sie führt von Augsburg über Donauwörth nach Nördlingen.
Zwischen Augsburg und Donauwörth ist die Strecke bis heute Teil der überregionalen Fernverbindung zwischen München, Augsburg und Nürnberg. Sie hat heute auch nach Eröffnung der Schnellfahrstrecke Nürnberg–Ingolstadt noch Bedeutung im Personenfernverkehr. Bei Störungen dort dient sie als Umleitungsstrecke. Aufgrund der relativ geraden Streckenführung in der Lechebene zwischen Augsburg und Donauwörth können dort im Reiseverkehr planmäßig Fahrgeschwindigkeiten bis 200 km/h erreicht werden.
Die weitere Strecke nach Nördlingen ist zusammen mit der anschließenden Bahnstrecke Stuttgart-Bad Cannstatt–Nördlingen Teil einer direkten Verbindung Donauwörth–Aalen und Umleiterstrecke von München nach Stuttgart.

## Geschichte

### Erste Ideen

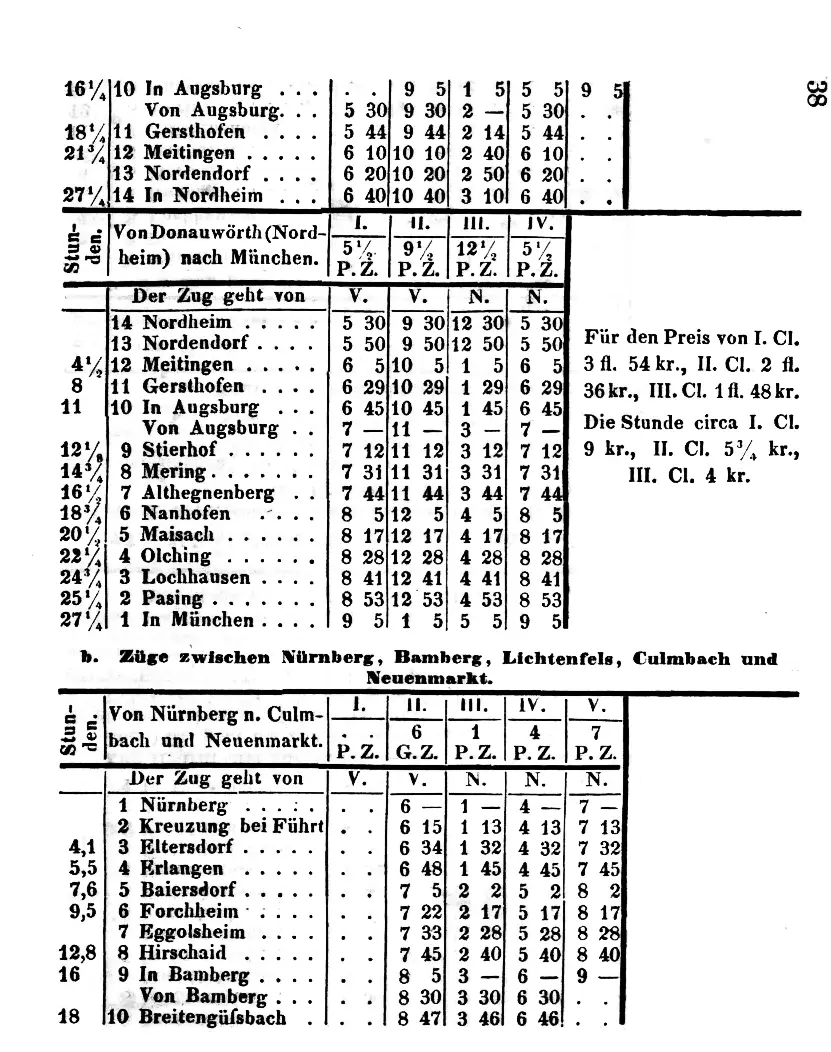
Fahrplan 1847

Erste Pläne für eine Bahnlinie von Augsburg nach Nürnberg kamen bereits kurz nach der Eröffnung der ersten Bahnstrecke in Deutschland, Nürnberg–Fürth im Jahr 1835, auf. Kaufleute aus dem Augsburger Raum gründeten damals eine Aktiengesellschaft für den Bau und Betrieb einer Strecke von Augsburg über Donauwörth und Treuchtlingen nach Nürnberg. Da wenige Jahre später jedoch König Ludwig I. den Bau einer Staatseisenbahn bekannt gab, und die AG aufgrund der schwierigen geologischen Verhältnisse zwischen Donauwörth und Treuchtlingen (Fränkische Alb) erkennen musste, dass ein wirtschaftlicher Bau und Betrieb einer Bahnlinie dort nicht möglich war, löste sich die Gesellschaft 1841 wieder auf.

### Streckenplanung und Inbetriebnahme
Die Bayerische Staatsregierung umging in der Folge das Problem Fränkische Alb mit der Trassierung der Ludwig-Süd-Nord-Bahn über das Nördlinger Ries. Den Bau beschloss der Bayerische Landtag am 25. August 1843.
Eröffnungsdaten
- 20. November 1844: Augsburg-Oberhausen–Nordheim bei Donauwörth
- 1. Juli 1846: Augsburg–Augsburg-Oberhausen
- 15. September 1847: Nordheim bei Donauwörth–Donauwörth
- 15. Mai 1849: Donauwörth–Nördlingen (–Oettingen)

### Erste Betriebsjahre
Im Zusammenhang mit dem Bau der Donautalbahn von Ingolstadt nach Neuoffingen wurde die Strecke in Donauwörth 1877 großzügig neu trassiert. Die alte Streckenführung östlich der Altstadt mit dem Tunnel wurde aufgelassen.

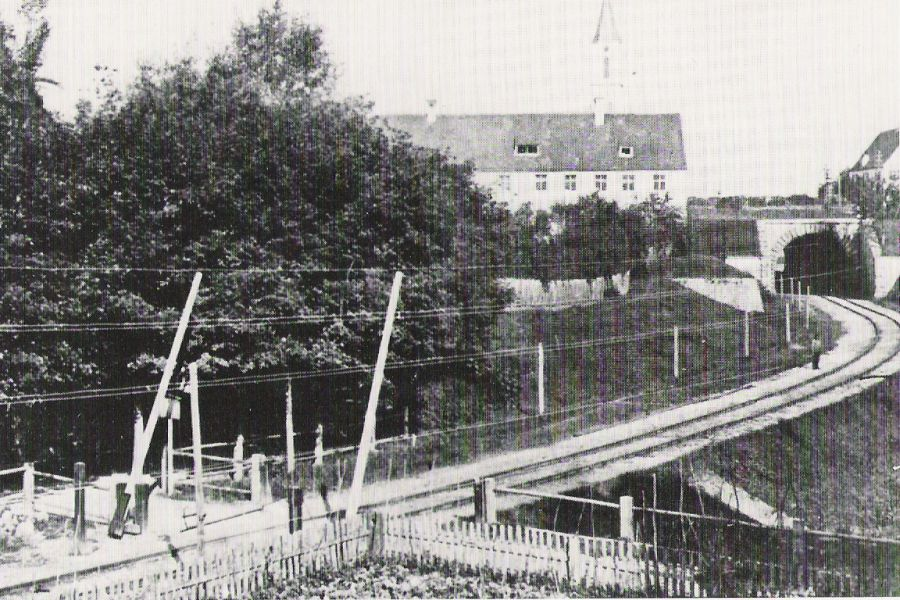
An der alten Streckenführung in Donauwörth lag bis 1877 der einzige Tunnel der Strecke.

Am 1. Oktober 1906 wurde die Bahnstrecke Donauwörth–Treuchtlingen über die Fränkische Alb eröffnet, wie bereits 1835 angedacht. Damit verkürzte sich die Eisenbahnverbindung zwischen München und Nürnberg wesentlich. Der Streckenabschnitt zwischen Donauwörth und Nördlingen nahm fortan nur noch den Durchgangsverkehr Richtung Stuttgart auf.

### Elektrifizierung und Ausbau
Die Bauarbeiten zur Elektrifizierung der Strecke von Augsburg nach Donauwörth und weiter nach Nürnberg über Treuchtlingen begannen 1933 und waren am 10. Mai 1935 abgeschlossen. Seit 1972 wird auch der Abschnitt von Donauwörth nach Nördlingen und weiter nach Stuttgart elektrisch betrieben.
Der erste Bundesverkehrswegeplan (1973) sah, als eines von acht Ausbau-Vorhaben, eine Ausbaustrecke zwischen Würzburg und Augsburg über Nürnberg vor. Die Strecke war, als Teil der Ausbaustrecke Würzburg–Augsburg auch in dessen Fortschreibung, dem Koordinierten Investitionsprogramm für die Bundesverkehrswege von 1977 als auch im vordringlichen Bedarf des Bundesverkehrswegeplans 1985 enthalten.

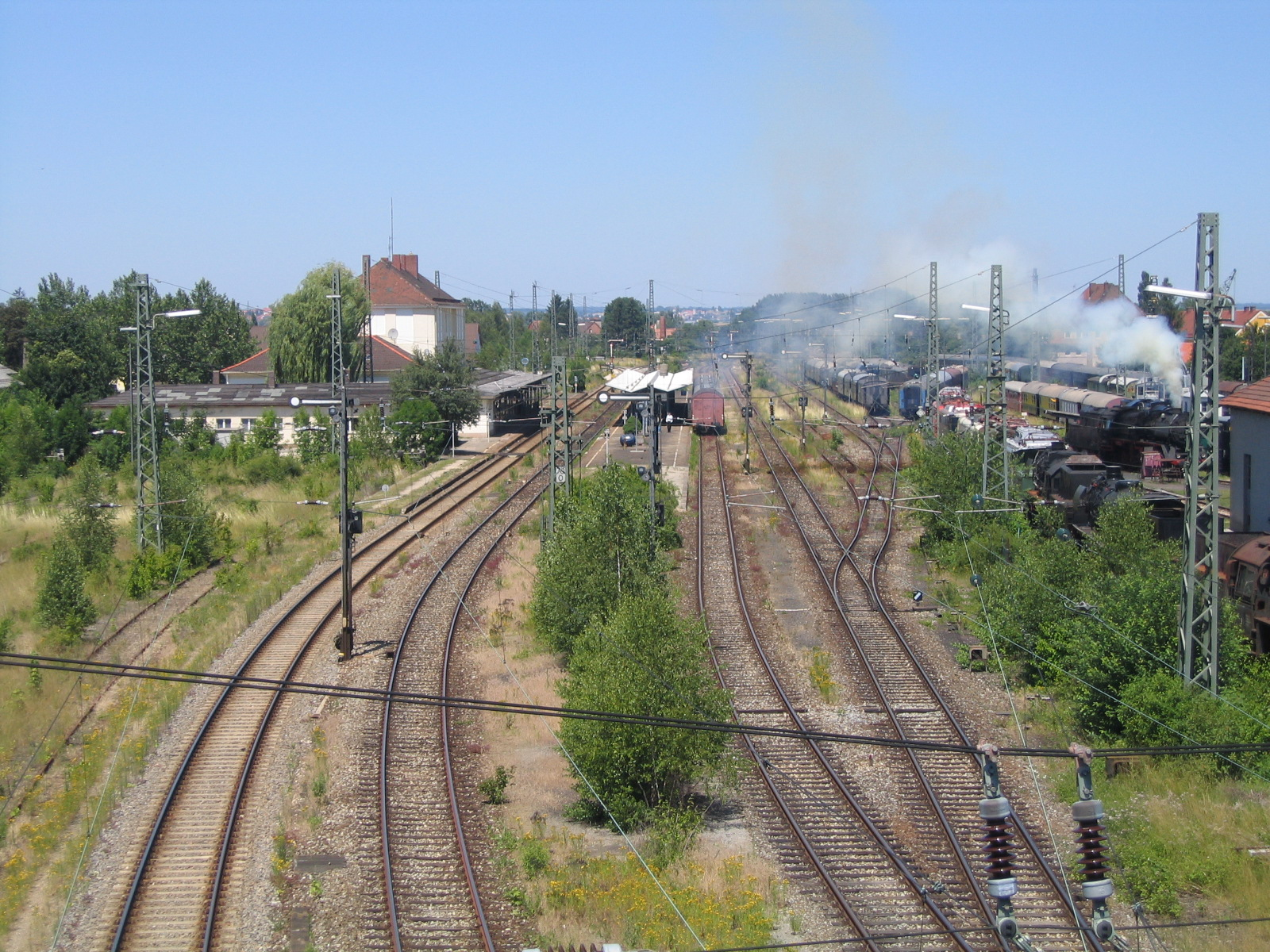
Bahnhof Nördlingen. Das frühere Bahnbetriebswerk wird als Bayerisches Eisenbahnmuseum nachgenutzt. (2006)

Der 36,5 km Streckenabschnitt zwischen Augsburg-Oberhausen und Donauwörth wurde, in zwei Abschnitten, 1978 und 1981 für Fahrgeschwindigkeiten von 200 km/h freigegeben. Der Ausbauabschnitt zählte damit zu den ersten Strecken in Deutschland, auf denen diese Geschwindigkeit erreicht wurde.
Im November 2018 wurde für den Streckenabschnitt zwischen Augsburg und Donauwörth der zusätzliche Bau eines dritten Gleises im Bundesverkehrswegeplan 2030 als vordringlicher Bedarf eingestuft. Für den Ausbau der Strecke werden 488 Mio. Euro eingeplant.
Der Streckenabschnitt zwischen Donauwörth und Harburg war für Modernisierungsarbeiten vom 8. Juli bis 14. November 2022 voll gesperrt, der weitere Abschnitt bis Nördlingen zusätzlich vom 30. Juli 2022 bis 11. August 2022.
Der Haltepunkt Harburg (Schwab) Hp (Lage) wurde 2022 zur besseren Erschließung des Fahrgastpotentials in der Ortsmitte der Stadt Harburg (Schwaben) zwischen den Bahnübergängen Mündlinger Straße und Wemdinger Straße in der Nähe des Märkerparks errichtet. Dabei baute die Deutsche Bahn einen 140 Meter langen Außenbahnsteig mit einer Bahnsteighöhe von 760 Millimeter über Schienenoberkante westlich des Gleises mit barrierefreien Zugängen von Norden und Süden. Die Stadt Harburg schuf in der Nähe Parkplätze und Fahrradabstellplätze. Mit dem Fahrplanwechsel im Dezember 2022 begann die Bedienung im Personennahverkehr bei gleichzeitigem Entfall der Verkehrshalte im Bahnhof Harburg (Schwab) mit anschließendem Rückbau der Bahnsteige.

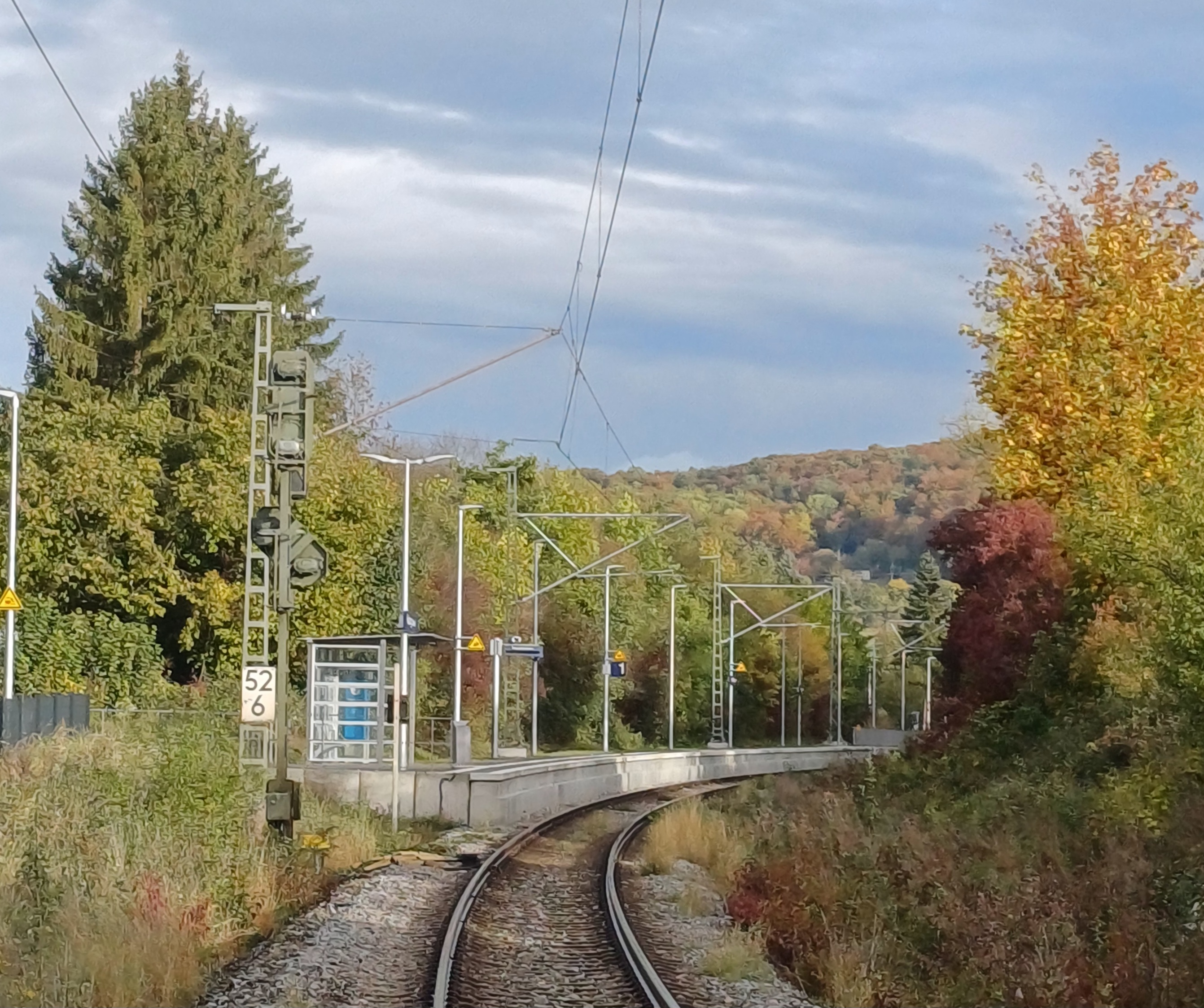
Haltepunkt Harburg

Die seit 2019 immer wieder geplante Inbetriebnahme des dritten Digitalen Stellwerks in Deutschland mit Sicherheitsverantwortung wurde vielfach verschoben. Als Grund für die Verzögerungen wurden 2022 unter anderem bei der Abnahmeprüfung gefundene Softwarefehler genannt. Eine für den 4. April 2023 geplante Inbetriebnahme wurde eine Woche zuvor abgesagt, nachdem das Eisenbahn-Bundesamt eingereichte Pläne „erneut nicht für genehmigungsfähig gehalten“ hatte. Ein weiterer Inbetriebnahmeversuch war für November 2023 geplant. Das Stellwerk wurde letztlich am 31. Januar 2024 in Betrieb genommen. Das Stellwerk steuert die Betriebsstellen Mertingen und Meitingen.
Aufgrund eines Mangels an Fahrdienstleitern wurde der Betrieb zwischen Donauwörth und Nördlingen vom 2. April bis 15. Dezember 2024 frühmorgens und abends eingestellt. Die entfallenen Zugleistungen wurden durch einen Schienenersatzverkehr mit Bussen ersetzt.

### Der Abschnitt Augsburg–Donauwörth als Versuchsstrecke
Der Ende der 1970er Jahre für eine Streckengeschwindigkeit von 200 km/h ausgebaute Abschnitt Augsburg–Donauwörth dient der DB und privaten Firmen regelmäßig als Versuchsstrecke für neue Technologien im Bahnverkehr.
1977 wurde ein Abschnitt mit dem Sk-Signalsystem ausgerüstet, mit dem die Deutsche Bundesbahn das bisherige H/V-Signalsystem ablösen wollte. Die Einführung der Ks-Signale im Jahre 1993 hat das System überflüssig werden lassen, ein Großteil der Signale wurde Anfang 2024 außer Betrieb genommen.
Am 17. Oktober 1984 stellte die 120 001 auf einer Präsentationsfahrt mit drei Wagen (Last: etwa 250 t) mit 265 km/h einen neuen Weltrekord für Drehstromfahrzeuge auf.
Bei der Erprobung eines neuen, luftgefederten Drehgestells für den Hochgeschwindigkeitsverkehr wurde 1993 eine Geschwindigkeit von 333 km/h erreicht.
Im Jahr 2001 wurde der Prototyp eines aktiv geregelten Stromabnehmers erprobt.

### Zukunft
Die Fahrzeit im Streckenabschnitt Donauwörth–Nördlingen soll um mehr als drei Minuten verkürzt werden, und die regelmäßigen Zugkreuzungen von Möttingen nach Nördlingen verschoben werden, um dort verbesserte Anschlüsse zum Busverkehr und langfristig zu Zügen auf der Bahnstrecke nach Pleinfeld zu schaffen. Dazu plant die Deutsche Bahn, nach dem Stand 2023 „in den kommenden 3-5 Jahren“ die Höchstgeschwindigkeit zwischen Möttingen und Nördlingen anzuheben. Die Bayerische Eisenbahngesellschaft hält zudem die Streichung des Halt in der mit etwa 10 bis 15 Einsteigern am geringsten frequentierten Station Wörnitzstein für notwendig.
Der Streckenabschnitt Augsburg–Donauwörth soll im Zuge des „Starterpakets“ der Digitalen Schiene Deutschland, als Teil des TEN-Kernnetzkorridors Skandinavien–Mittelmeer, bis 2030 mit Digitalen Stellwerken und mit dem European Train Control System (ETCS) ausgerüstet werden.

## Streckenbeschreibung

### Verlauf

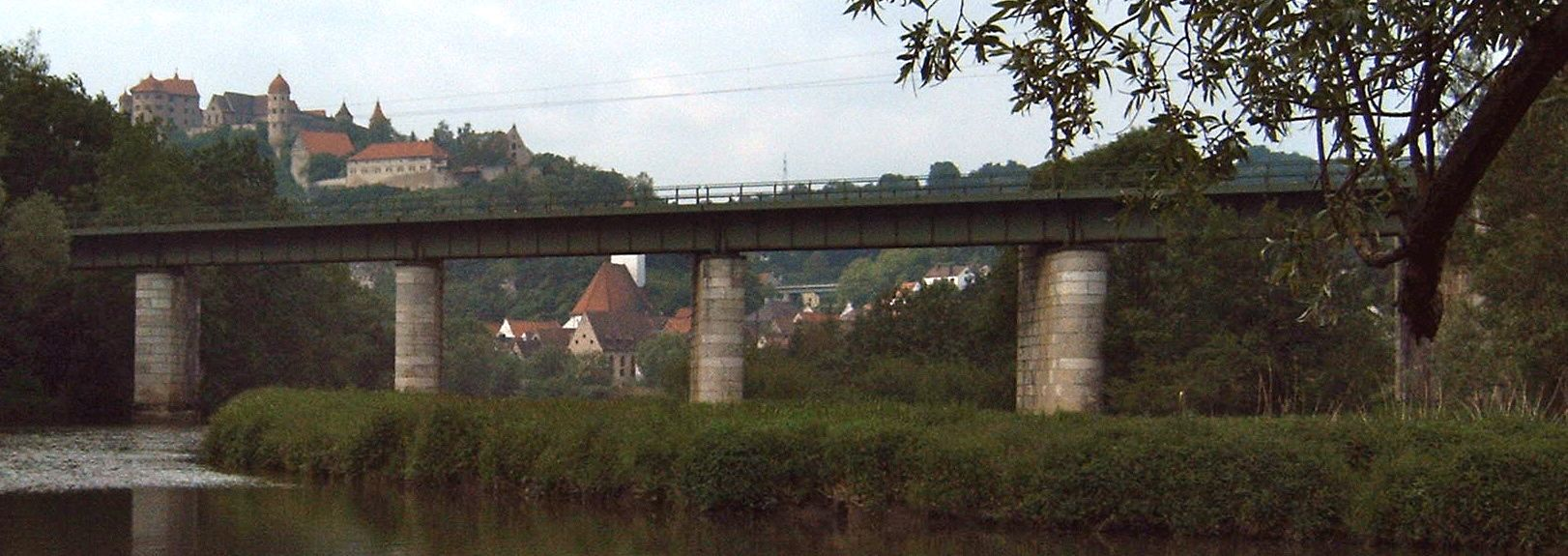
Brücke über die Wörnitz in Harburg (2006)

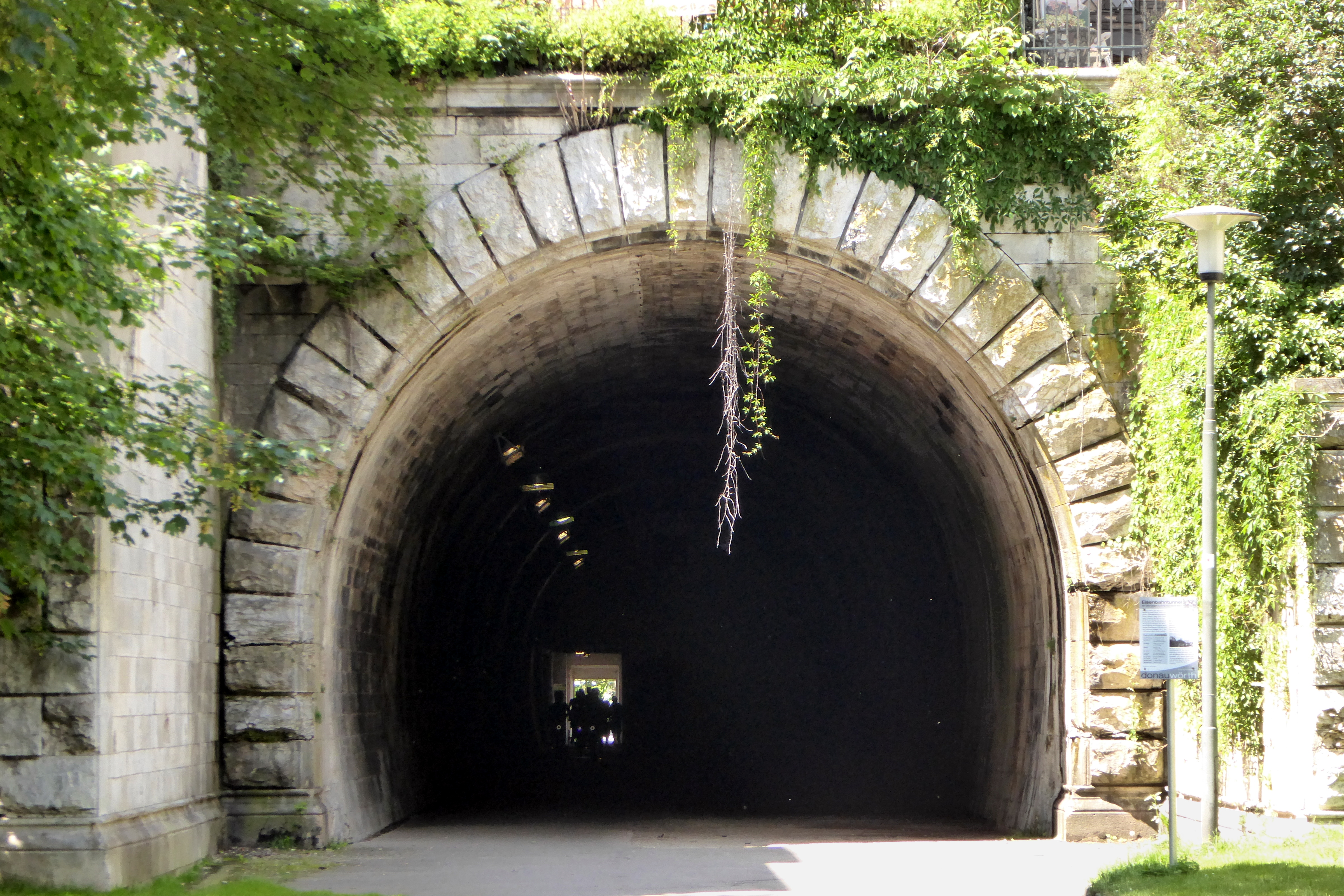
Der 1877 aufgelassene Donauwörther Tunnel, aufgenommen 2016

Die Strecke verlässt den Augsburger Hauptbahnhof in nördlicher Richtung und überquert noch im Stadtgebiet die Augsburger Localbahn und die Wertach. Im Bahnhof Augsburg-Oberhausen zweigten bis 1933 die Strecken nach Ulm und Welden direkt nach Westen ab, ehe der Abzweig am Nordende des Bahnhofs Oberhausen neu errichtet wurde. Im Stadtgebiet von Augsburg blieb die ältere Trasse zur Anbindung des Gleisbauhofs erhalten. Die Strecke nach Ulm schwenkt seit 1933 bahnrechts ab und überquert dann die Strecke westwärts mit zwei Überwerfungsbauwerken. Im weiteren Verlauf überquert die Strecke Richtung Nördlingen die Bundesautobahn 8 und zweimal die Bundesstraße 2. Bei Gablingen biegt die Industriebahn zum Industriepark Gersthofen ab, bei Langweid zweigt das Bahnbetriebswerk Euco Rail ab, bei Herbertshofen beginnt die kurze Industriebahn zu den Lech-Stahlwerken. Zusammen mit der Bahnstrecke Ingolstadt–Neuoffingen überquert die Strecke die Donau und erreicht Donauwörth von Süden.
Von Donauwörth bis Harburg folgt die Strecke in nordwestlicher Richtung dem Tal der Wörnitz, während die seit 1906 Richtung Nürnberg verlaufende Bahnstrecke Donauwörth–Treuchtlingen Donauwörth in nördlicher Richtung verlässt. Die Wörnitz wird im weiteren Streckenverlauf bis Harburg mehrfach mit größeren Brücken überquert. Bis zum Endpunkt Nördlingen führt die Strecke dann fast geradlinig durch das Nördlinger Ries, weswegen dieser Abschnitt auch als Teil der Riesbahn bekannt ist.
Die alte Streckenführung in Donauwörth löste sich bei Nordheim von der heutigen Trasse und überquerte etwas flussabwärts auf eigener Brücke die Donau. Der Bahnhof von Donauwörth lag unmittelbar östlich der Altstadt. Nach dem Bahnhof verlief die Strecke durch einen kurzen Tunnel und führte dann in einem weiten Bogen westwärts. Bei Wörnitzstein überquerte die Strecke erstmals die Wörnitz und mündete danach in die heutige Trasse ein.

## Verkehr

### Personenverkehr
Im Schienenpersonenfernverkehr befahren Intercity-Express- und Intercity-Züge den Streckenabschnitt Augsburg–Donauwörth.
Nach einer Ausschreibung im Rahmen des sogenannten E-Netzes Augsburg verkehrten seit 2009 Regionalzüge der DB Regio als „Fuggerexpress“ auf den Linien München–Treuchtlingen, München–Donauwörth und Donauwörth–Nördlingen–Aalen Hbf.
Im Dezember 2022 übernahm Go-Ahead Bayern das Los 1 der Augsburger Netze als Nachfolger des Fugger-Expresses. Auf dem südlichen Streckenabschnitt zwischen Donauwörth und Augsburg kommt alle zwei Stunden der RE 80 Würzburg – Treuchtlingen – Donauwörth – Augsburg – München hinzu, der zwischen München, Augsburg und Donauwörth mit dem RE 89 zusammengeführt und im Bahnhof Donauwörth geflügelt wird. Der RE 16 Nürnberg – Treuchtlingen – Donauwörth – Augsburg befährt ebenfalls alle zwei Stunden die Strecke, sodass sich diese Regionalexpress-Linien zwischen Treuchtlingen, Donauwörth und Augsburg zu einem Stundentakt überlagern. Hinzu kommen Regionalbahnen der Linie RB 87 Donauwörth – Augsburg – München. Dieses Angebot wird zwischen Augsburg und Meitingen zu einem Halbstundentakt verdichtet. Dadurch entsteht ein Nahverkehrs-Angebot von stündlich zwei Verbindungen zwischen Donauwörth und Augsburg.
Auf dem westlichen Streckenabschnitt verkehrt zweistündlich der o. g. RE 89 der Relation München–Augsburg–Donauwörth–Nördlingen–Aalen Hbf, der durch die RB 89 der Relation Donauwörth–Nördlingen–Aalen Hbf auf diesem Abschnitt zu einem Stundentakt ergänzt wird. In der Hauptverkehrszeit wird das Angebot zwischen Donauwörth und Nördlingen zusätzlich verdichtet. Zudem besteht von Montag bis Freitag abends eine beschleunigte Verbindung von Donauwörth nach Aalen Hbf, die unterwegs nur in Harburg (Schwaben), Nördlingen und Bopfingen hält.
Von 2006 bis 2020 gab es unter dem Namen Allgäu-Franken-Express eine direkte Verbindung zwischen Nürnberg und Lindau bzw. Nürnberg und Oberstdorf. Die drei Zugpaare hielten fallweise in Treuchtlingen und Donauwörth und stellten so, nach dem Abzug vieler Intercity-Express- und Intercity-Züge von dieser Strecke, die schnelle Anbindung Augsburgs an den Fernverkehrsknoten Nürnberg her. Der Allgäu-Franken-Express wurde schließlich von den Regional-Express-Linien RE 7 und RE 17 abgelöst.

### Güterverkehr

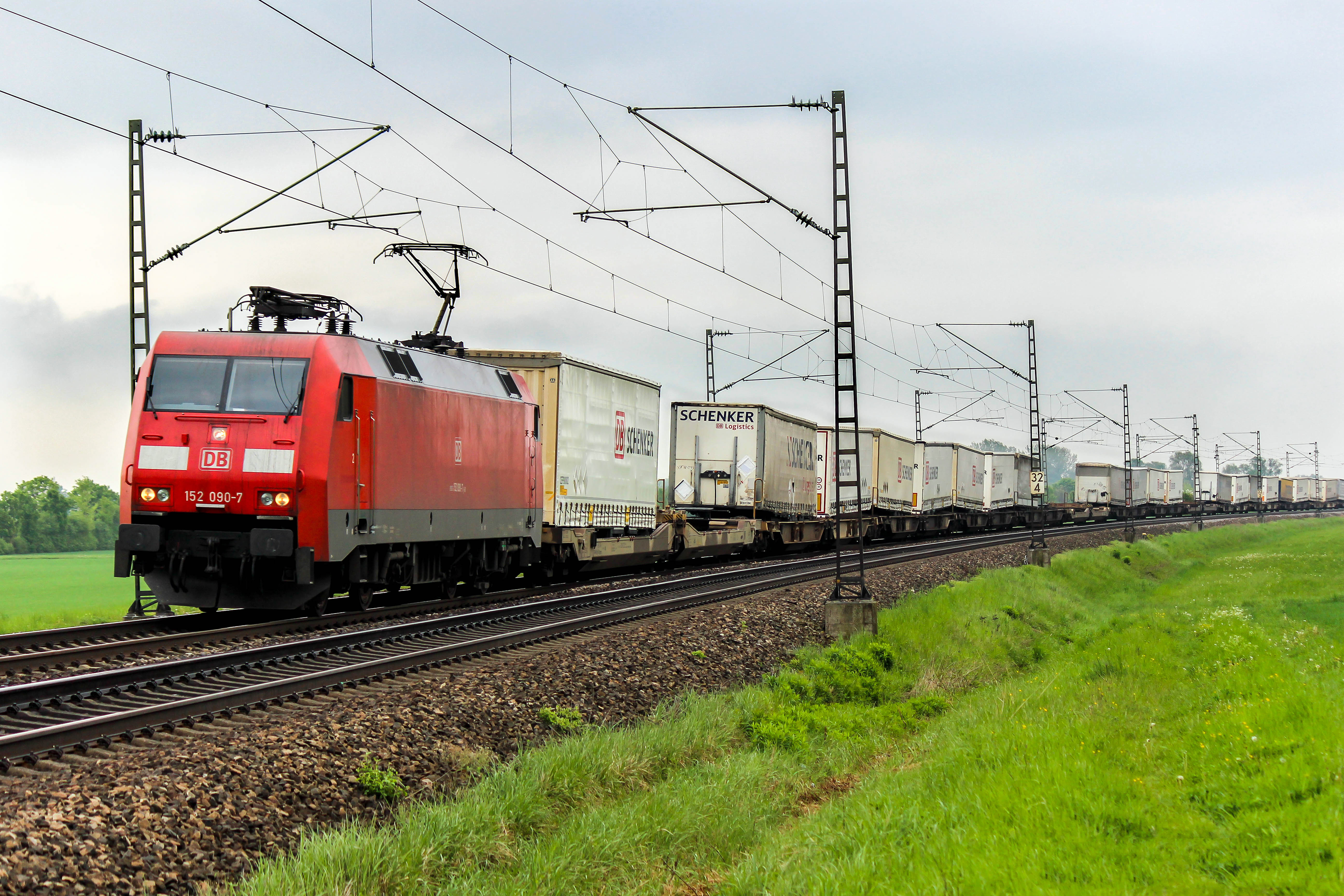
Güterzug bei Mertingen (2014)

Zusätzlich zum Personennah- und -fernverkehr herrscht auf der Strecke ein erhebliches Güterverkehrsaufkommen. Es wird teilweise durch Industriebetriebe hervorgerufen, die einen eigenen Gleisanschluss besitzen und regelmäßig große Gütermengen per Bahn versenden oder empfangen. So verlassen beispielsweise täglich drei Güterzüge mit chemischen Erzeugnissen den Industriepark Gersthofen und ein Großteil der Zementproduktion von Märker in Harburg wird ebenfalls auf der Schiene abtransportiert. Des Weiteren beliefern Güterzüge die Lech-Stahlwerke in Herbertshofen mit Schrott und übernehmen zum Teil auch den Abtransport der Produkte aus der Stahlherstellung. Im Herbst werden größere Mengen Zuckerrüben auf die Bahn verladen. Beispielsweise beförderte Anfang Oktober 2018 die Bayernbahn rund 15.000 Tonnen Zuckerrüben mit insgesamt zehn Zügen von Nördlingen zur Zuckerfabrik in Frauenfeld in der Schweiz. Auch Güterzüge mit Stamm- und Schnittholz sowie Hackschnitzeln vom und zum Sägewerk Rettenmeier (an der Bahnstrecke Nördlingen–Dombühl) befahren mehrmals wöchentlich diese Strecke.
Insbesondere der Streckenabschnitt zwischen Donauwörth und Augsburg ist für den überregionalen Güterverkehr von Bedeutung. Dort verkehrten 2010 täglich planmäßig rund 70 Güterzüge Gemäß einer Studie der Industrie- und Handelskammer Schwaben könnte sich das Verkehrsaufkommen bis 2025 sogar auf bis zu 120 Güterzüge pro Tag erhöhen. Die Kapazitätsgrenze liegt bei etwa 235 Güterzügen pro Tag zwischen Augsburg und Donauwörth. Im Abschnitt zwischen Donauwörth und Nördlingen ist die Kapazität unter anderem aufgrund der Eingleisigkeit mit bis zu 40 Güterzügen pro Tag dagegen deutlich geringer. Aufgrund ihrer Wichtigkeit ist die Bahnstrecke seit 2010 auch Bestandteil des europäischen Güterverkehrskorridors zwischen Skandinavien und dem Mittelmeer.

## Fahrzeugeinsatz

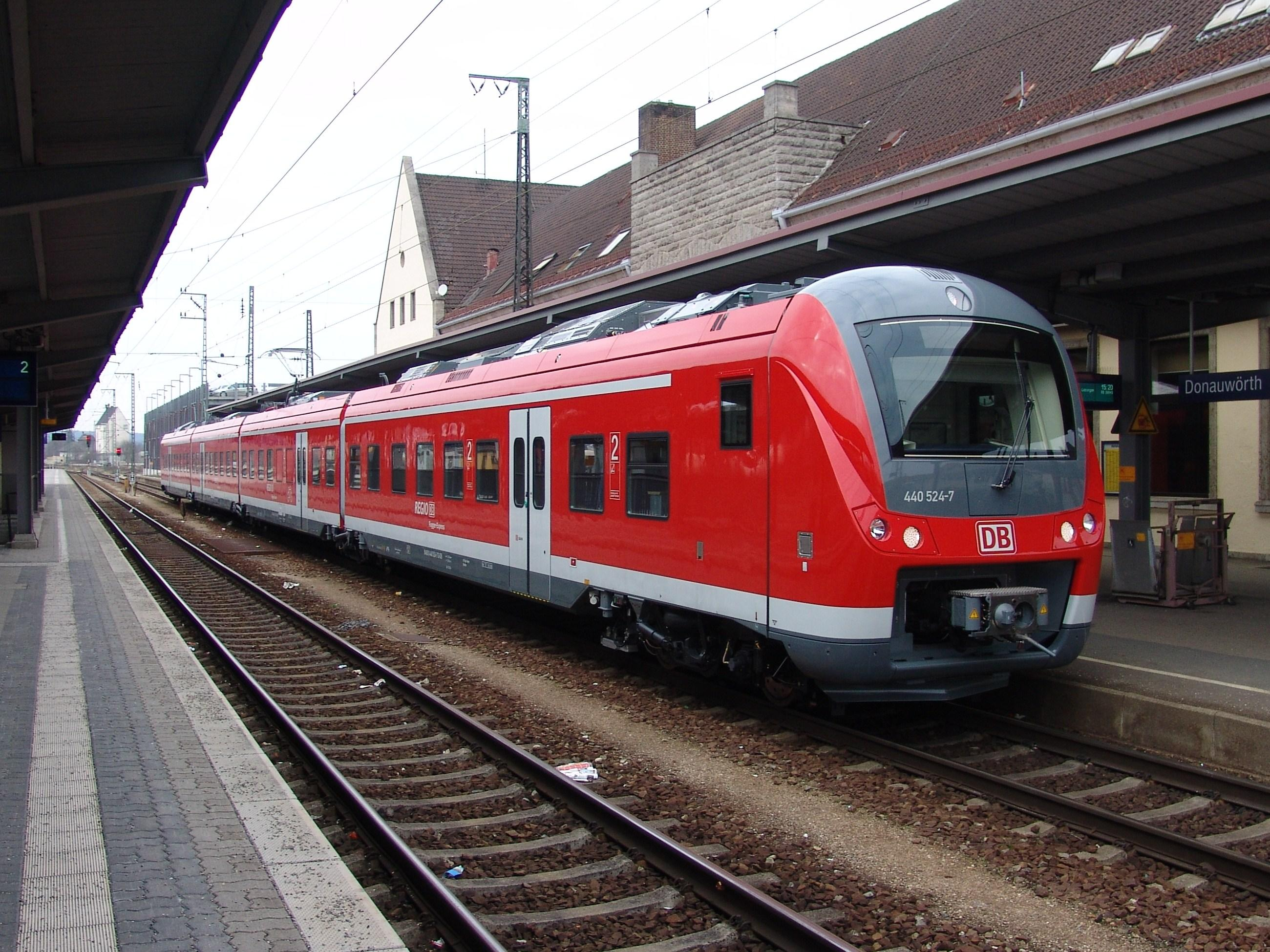
Baureihe 440 (Donauwörth, 2009)

Im Regionalverkehr kamen bis 2009 Elektrolokomotiven der Baureihen 110, 111 und 143 mit Doppelstockwagen zum Einsatz. Ab Dezember 2006 fuhren in den Zügen auch Modus-Wagen.
Von Dezember 2009 bis Dezember 2022 verkehrten im E-Netz Augsburg Triebzüge der Baureihe 440 (Alstom Coradia Continental). Im Fahrplanjahr 2022 übernahmen Triebwagen der Baureihe 425 einzelne Leistungen. Da der Streckenabschnitt zwischen Augsburg und Lindau bzw. Oberstdorf nicht elektrifiziert ist, werden auf den Linien RE 7 und RE 17 (früherer Allgäu-Franken-Express) Züge der Baureihe 612 eingesetzt.
Auf der Linie RE 16 verkehren 6-Teilige Doppelstock-Triebzüge vom Typ Twindexx Vario oder fallweise die Baureihe 111 mit 5 oder 6 Doppelstockwagen.
Arverio Bayern setzt seit Dezember 2022 auf den Linien RE 80, RE 87 und RE 89 Siemens Mireo und Siemens Desiro HC ein.